# Pernod Ricard

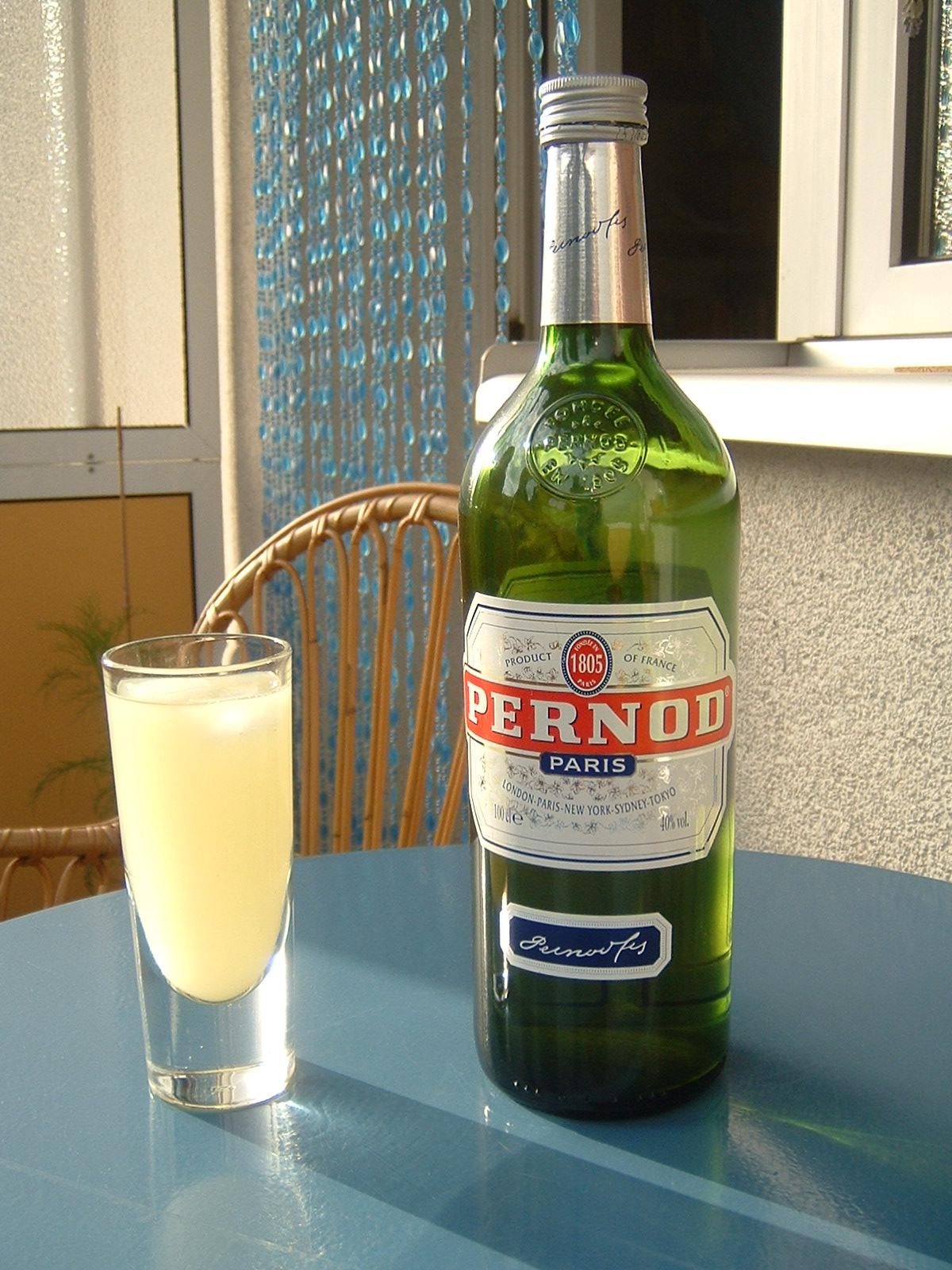
Pernod

Pernod Ricard este o companie franceză de băuturi alcoolice, care avea în 2006 o cifră de afaceri de peste 6 miliarde € și peste 17.600 de angajați.
Este al doilea mare producător de băuturi alcoolice din lume.
În martie 2008, compania a semnat un acord de preluare de la guvernul suedez a companiei Vin & Sprit AB, producătorului mărcii de votcă Absolut, pentru 5,63 miliarde de euro.
Votca Absolut ocupă locul trei la nivel mondial în funcție de volumul vânzărilor.
Compania este prezentă și în România, unde a avut o cifră de afaceri de 29,6 milioane de euro în anul 2008.